# Claudio Simonetti
Claudio Simonetti (São Paulo, 19 de febrero de 1952) es un músico y compositor italiano, reconocido por su asociación con la banda de rock progresivo Goblin.

## Biografía
Nacido en São Paulo, Brasil, se trasladó con su familia a Italia a los once años. Tecladista del grupo de rock progresivo Goblin, Simonetti se ha especializado en componer bandas sonoras para películas de terror italianas y estadounidenses desde la década de 1970.
Colaborador durante mucho tiempo del director Dario Argento, ha trabajado en varias de las películas del cineasta, como Profondo rosso, Suspiria, Dawn of the Dead, Tenebrae, Phenomena, Demonios, Opera y La terza madre. Ha colaborado además con otros importantes directores como Ruggero Deodato, Umberto Lenzi, Lucio Fulci, Enzo G. Castellari, Lamberto Bava y Sergio Martino. Sus bandas sonoras son reconocidas por su sonido característico, con influencias electrónicas y de rock progresivo, y han sido imitadas en numerosas ocasiones. Estudió en el Conservatorio de Santa Cecilia de Roma.

## Filmografía

### Con Dario Argento
- Profondo rosso (1975)
- Suspiria (1977)
- Tenebrae (1982)
- Phenomena (1985)
- Opera (1987)
- Sleepless (2001)
- The Card Player (2004)
- Masters of Horror (2005, 2 episodes)
- La terza madre (2007)
- Dracula 3D (2012)

### Con otros directores
- The Heroin Busters (1977), de Enzo G. Castellari
- Dawn of the Dead (1978), de George A. Romero
- Little Italy (1978), de Bruno Corbucci
- The Comoedia (1981), de Bruno Pischiutta
- Contamination (1980), de Luigi Cozzi
- Conquest (1983), de Lucio Fulci
- The New Barbarians (1983), de Enzo G. Castellari
- Vai Alla Grande (1983), de Salvatore Samperi
- Demoni (1985), de Lamberto Bava
- Cut and Run (1986), de Ruggero Deodato
- Hands of Steel (1986), de Sergio Martino
- Midnight Killer (1986), de Lamberto Bava
- Body Count (1987), de Ruggero Deodato
- Dial: Help (1988), de Ruggero Deodato
- Primal Rage (1988), de Vittorio Rambaldi
- The House of Witchcraft (1989), de Umberto Lenzi
- House of Lost Souls (1989), de Umberto Lenzi
- Nightmare Beach (1989), de Umberto Lenzi
- La chiesa (1989), de Michele Soavi
- The Washing Machine (1993), de Ruggero Deodato
- The Versace Murder (1998), de Menahem Golan
- Se lo fai sono guai (2001), de Michele Massimo Tarantini
- Apri gli occhi e... sogna (2002), de Rosario Errico
- La morte di pietra (2008), de Roberto Lippolis
- Frat House Massacre (2008), de Alex Pucci
- Symphony in Blood Red (2010), de Luigi Pastore
- Bloodline (2010), de Edo Tagliavini
- Necrophobia 3D (2013), de Daniel de la Vega
- Violent Shit: The Movie (2014), de Luigi Pastore
- Ballad in Blood (2014), de Ruggero Deodato
- The Editor (2014), de Adam Brooks y Matthew Kennedy

Fuente: